# John Ordronaux
John Ordronaux, né à Nantes le 16 décembre 1778 et mort à Carthagène en Colombie, le 24 août 1841,, est l’un des corsaires américains ayant eu le plus de réussite durant la guerre de 1812 entre les États-Unis et le Royaume-Uni. Durant cette guerre, il commanda deux navires (le Marengo, puis le Prince de Neufchatel (en)) avec lesquels il captura et détruisit environ trente navires marchands britanniques, distança environ soixante-dix vaisseaux de guerre anglais et rapporta des marchandises aux États-Unis pour une valeur comprise entre 250 000 et 300 000 dollars.

## Biographie
John Ordronaux est né à Nantes. Il était le fils d’un capitaine marchand, Jean Ordronaux, et d’une mère anglaise, Joanna Hammond, originaire de la ville de Hull, en Angleterre.
Après la guerre, devenu riche, il épouse à Paris Jeanne Marie Elisabeth Raspiller, fille de Joseph Raspiller et de son ancienne patronne, Florye Charretton. Le couple s’installe à New York en 1816. Ils auront quatre filles et un garçon, John.
Après avoir été chirurgien militaire pendant la guerre de sécession, John Ordronaux (en) fils (1830-1908) a écrit plusieurs ouvrages de référence aux États-Unis, sur divers sujets tels que la médecine militaire, la santé mentale, les traités de l’Histoire, les héros de la révolution américaine, la constitution des États-Unis. Très riche et sans enfant, il a légué sa fortune à plusieurs universités américaines et autres institutions.
En novembre 1839, Ordronaux père s’installe à Carthagène, en Colombie, laissant sa famille à New York. Après avoir prétendument fait des affaires dans l’industrie du sucre, il y meurt, en 1841. Son corps aurait été jeté par-dessus bord par des marins superstitieux, lors de son rapatriement à New York, alors que le navire qui le transportait manqua de couler dans une tempête.
Un navire de guerre de la seconde guerre mondiale, l’USS Ordronaux (DD-617) (en) a été nommé en son honneur.